# Liste der Orte im Kreis Timiș

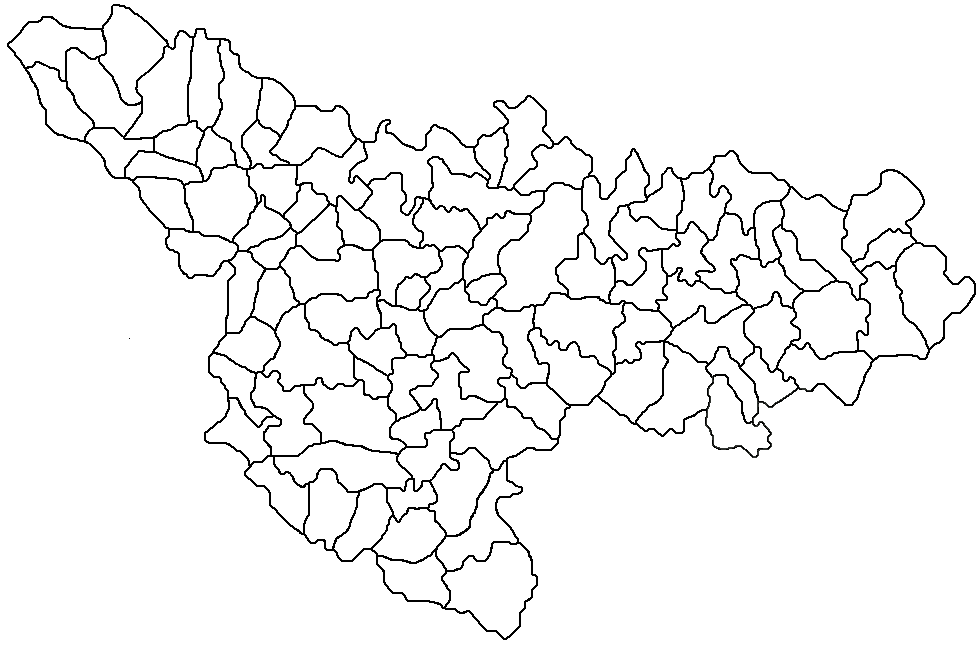
Gemeinden des Kreises Timiș

Der Kreis Timiș in Rumänien besteht aus offiziell 325 Ortschaften. Davon haben 10 den Status einer Stadt, 89 den einer Gemeinde. Die übrigen sind administrativ den Städten und Gemeinden zugeordnet.

## Städte
| - Buziaș - Ciacova - Deta - Făget | - Gătaia - Jimbolia - Lugoj | - Recaș - Sânnicolau Mare - Timișoara |

## Gemeinden
| - Balinț - Banloc - Bara - Bârna - Beba Veche - Becicherecu Mic - Belinț - Bethausen - Biled - Birda - Bogda - Boldur - Brestovăț - Bucovăț - Cărpiniș - Cenad - Cenei - Checea - Chevereșu Mare - Comloșu Mare - Coșteiu - Criciova - Curtea - Darova - Denta - Dudeștii Noi - Dudeștii Vechi - Dumbrava - Dumbrăvița - Fârdea | - Fibiș - Foeni - Gavojdia - Ghilad - Ghiroda - Ghizela - Giarmata - Giera - Giroc - Giulvăz - Gottlob - Iecea Mare - Jamu Mare - Jebel - Lenauheim - Liebling - Livezile - Lovrin - Mănăștiur - Margina - Mașloc - Moravița - Moșnița Nouă - Nădrag - Nițchidorf - Ohaba Lungă - Orțișoara - Otelec - Pădureni - Parța | - Peciu Nou - Periam - Pesac - Pietroasa - Pișchia - Racovița - Remetea Mare - Săcălaz - Sacoșu Turcesc - Șag - Sânandrei - Șandra - Sânmihaiu Român - Sânpetru Mare - Saravale - Satchinez - Secaș - Știuca - Teremia Mare - Tomești - Tomnatic - Topolovățu Mare - Tormac - Traian Vuia (Gemeindesitz: Sudriaș) - Uivar - Valcani - Variaș - Victor Vlad Delamarina - Voiteg |

## A
| - Albina | - Alioș | - Altringen |

## B
| - Babșa - Bacova - Baloșești - Bărăteaz - Bătești - Bazoș - Bazoșu Nou - Begheiu Mic - Bencecu de Jos - Bencecu de Sus | - Berecuța - Beregsău Mare - Beregsău Mic - Berini - Bichigi - Blajova - Bobda - Bodo - Botești - Botinești | - Brănești - Breazova - Breștea - Bucovăț (Dumbrava) - Bulgăruș - Bulza - Bunea Mare - Bunea Mică - Butin - Buzad |

## C
| - Cadăr - Călacea - Căpăt - Carani - Cebza - Cerna - Cerneteaz - Charlottenburg - Checheș - Cheglevici - Cherestur - Chișoda | - Chizătău - Cireșu - Cireșu Mic - Cladova - Cliciova - Clopodia - Colonia Bulgară - Colonia Fabricii - Colonia Mică - Comeat - Comloșu Mic - Cornești | - Coșarii - Coșava - Coșevița - Coșteiu de Sus - Covaci - Crai Nou - Cralovăț - Crivina - Crivina de Sus - Crivobara - Cruceni - Cutina |

## D
| - Dejan - Diniaș - Dobrești - Dolaț | - Drăgoiești - Dragomirești - Dragșina - Drăgsinești | - Drinova - Dubești - Duboz |

## F
| - Fădimac - Fărășești | - Ferendia - Ficătar | - Folea |

## G
| - Gad - Gaiu Mic - Gelu - Gherman | - Giarmata-Vii - Gladna Montană - Gladna Română - Grabaț | - Grănicerii - Groși - Gruni |

## H
| - Hăuzești - Herendești - Herneacova - Hezeriș | - Hisiaș - Hitiaș - Hodoni - Hodoș (Brestovăț) | - Hodoș (Darova) - Homojdia - Honorici |

## I
| - Ianova - Icloda - Ictar-Budinți - Iecea Mică | - Ierșnic - Igriș - Iohanisfeld - Iosif | - Iosifalău - Ivanda - Izvin |

## J
| - Jabăr - Jdioara | - Jena - Jupânești | - Jupani - Jurești |

## L
| - Lăpușnic - Lățunaș - Leucușești | - Lucareț - Lugojel - Luncanii de Jos | - Luncanii de Sus - Lunga |

## M
| - Macedonia - Măguri | - Mânăstire - Mâtnicu Mic | - Moșnița Veche - Murani |

## N
| - Nadăș - Nemeșești | - Nerău | - Nevrincea |

## O
| - Obad - Ofsenița - Ohaba-Forgaci | - Ohaba Română - Oloșag | - Opatița - Otvești |

## P
| - Pădurani - Pădureni (Victor Vlad Delamarina) - Paniova - Partoș - Păru | - Percosova - Petroasa Mare - Petroman - Petrovaselo - Pini | - Pogănești - Poieni - Pordeanu - Povârgina - Pustiniș |

## R
| - Răchita - Rădmănești - Răuți - Remetea-Luncă | - Remetea Mică - Românești - Rovinița Mare | - Rovinița Mică - Rudicica - Rudna |

## S
| - Săceni - Sacoșu Mare - Sălbăgel - Sălciua Nouă - Sângeorge - Sânmartinu Maghiar - Sânmartinu Sârbesc - Sânmihaiu German - Șanovița - Sânpetru Mic | - Sărăzani - Sârbova - Sculia - Seceani - Șemlacu Mare - Șemlacu Mic - Silagiu - Sinersig - Sintar - Sintești | - Șipet - Soca - Spata - Stamora Germană - Stamora Română - Stanciova - Sudriaș - Surducu Mic - Susani - Suștra |

## T
| - Tapia - Târgoviște - Temerești | - Teremia Mică - Teș - Țipari | - Toager - Topla - Topolovățu Mic |

## U
| - Uihei - Uliuc | - Unip - Urseni | - Utvin |

## V
| - Valea Lungă Română - Visag | - Vizejdia - Vizma | - Vucova |

## Z
| - Zgribești | - Zolt | - Zorani |